# Schela Cladovei, Mehedinți
Schela Cladovei este o localitate componentă a municipiului Drobeta-Turnu Severin din județul Mehedinți, Oltenia, România. Este situat pe malul Dunării, la vest de centrul orașului.
În timpul Primului Război Daco-Roman, la Schela Cladovei a fost construit din pământ primul castru roman, dimensiunile fiind de 650 x 576 m.